# Черчилл (річка)
Черчилл (англ. Churchill River) — велика річка в центральній Канаді, у провінціях Альберта, Саскачеван та Манітоба, довжина близько 1600 км.

## Географія
Витік знаходиться на сході провінції Альберта. Пройшовши через ряд озер, річка тече через провінції Саскачеван і Манітоба. 
Річка названа на честь Джона Черчилла, першого герцога Мальборо. Річка має свою особливу назву мовою індіанців племені Крі — «Міссініпі» (англ. Missinipi), що означає «Великі води».
Ділянка річки довжиною 487 км номінована на включення до Системи річок канадської спадщини.

## Притоки
Основні притоки: Бівер, Рейндір-Рівер.

## Каскад ГЕС
На річці розташована ГЕС Айленд-Фолс.
Перед впаданням в Гудзонову затоку Черчилл віддає 60 % своїх вод в річку Нельсон — для ГЕС Wuskwatim яка на ній побудована, з метою збільшення виробництва електроенергії.

## Види риб
Черчилл також є батьківщиною декількох видів риб, включаючи: жовтий судак, канадські судаки, окунь жовтий, щука звичайна, палія озерна, чукучан.